# Instituto Tecnológico e de Estudos Superiores de Monterrey
O Instituto Tecnológico e de Estudos Superiores de Monterrey (ITESM) é um centro educacional tecnológico e de graduação privada fundada em 1943 na cidade de Monterrey, estado de Nuevo León, no México. Foi a primeira universidade da América Latina a se conectar à internet no ano de 1989. Também, é encarregada de manejar o domínio de registro de país, através de NIC México, localizado no campus da cidade de Monterrey.
Tem o mesmo sistema dos CEFET e faculdades que oferecem cursos de tecnologia no Brasil, porém, com um diferencial, para ingressar nos cursos os alunos devem fazer uma espécie de "pré-vestibular" chamado PREPA TEC (preparatório tecnológico).
As aulas iniciam como na maioria das escolas europeias, em setembro e terminam em meados de junho.

## Organização
Na universidade se maneja departamentos acadêmicos em vez de faculdades. A instituição oferece estudos de graduação e de pós-graduação. O Tecnológico de Monterrey também está responsável pelo PrepaTEC (escola preparatória), de Tec Milenio (universidade e preparatória) e da Universidade Virtual (educação a distância).

### Sistema universitário multicampi
EM 2008, os campi foram divididos por regiões:
- Zona Monterrey: Monterrey, Cumbres,Garza Lagüera, Garza Sada, Santa Catarina e Valle Alto.
- Zona Metropolitana: Cidade do México e Santa Fé.
- Zona Norte: Aguascalientes, Chihuahua, Ciudad Juárez, Laguna, Saltillo, San Luis Potosí, Tampico e Zacatecas.
- Zona Centro: Estado do México, Querétaro, Toluca, Hidalgo e Pachuca.
- Zona Sul: Veracruz, Tuxtla Gutiérrez, Cuernavaca, Morelia e Puebla.
- Zona Oeste: Ciudad Obregón, Guadalajara, Irapuato, León, Colima, Mazatlán, Sinaloa e Sonora.

Mapa dos Campi da ITESM no México

### Oferta educativa
O ITESM oferece, até a data:
- 54 licenciaturas[1]
- 37 licenciaturas internacionais[1]
- 50 mestrados[1]
- 10 doutorados[1]

### EGADE
A Escola Superior de Administração e Gestão de Empresas é a escola de negócios da instituição. Considerada uma das melhores da América Latina, de acordo com várias publicações, como revistas Expansión e América Economía uma das melhores do mundo, de acordo com publicações como o Wall Street Journal. A escola tem importantes credenciamentos internacionais no ambiente de negócios, tais como  AACSB, AMBA y EFMD-EQUIS.

### EGAP
A Escola Superior de Administração Pública e Políticas Públicas (EGAP) é a escola de Governo da Tec de Monterrey, e estabeleceu-se como uma excelente opção para os políticos e pessoas envolvidas no governo. Entre os graduados estão vários governadores do México, e vários políticos e governantes da América Latina. Foi formalmente em 2003, impulsionada pela necessidade de colaborar com a profissionalização da administração pública e para analisar e propor políticas públicas para o desenvolvimento.

### EMIS
A Faculdade de Medicina "Ignacio A. Santos" ITESM foi fundada em agosto de 1978, com uma primeira geração de 27 alunos. Inclui o Hospital São José Tec de Monterrey, e o Centro de Inovação e Transferência de Saúde (CITES). A escola é credenciada pela Associação Mexicana de Faculdades e Escolas de Medicina AC, e da Associação Sul de Faculdades e Escolas (SACS). Seu currículo médico é registrado com a Secretaria de Educação Pública e programas de formação clínica e pós-graduação que estão no Ministério da Saúde. Oferece atualmente competindo Cirurgia, Bacharelado em Nutrição e Bem-Estar, Engenheira Biomédica, Cirurgia Dentária, Bacharelado em Ciências, Licenciatura em Enfermagem e Sistemas de Saúde Gestão. Seu campo clínico consiste no hospital e a saúde pública diversa. Ela também tem várias rotações em hospitais de todo o mundo e acordos com grandes escolas dos Estados Unidos.

### TecMilenio
A Universidade TecMilenio pretende formar profissionais através de programas educacionais voltados ao desenvolvimento de competências profissionais, a fim de integrar rapidamente diplomados no mercado de trabalho e promover o desenvolvimento das empresas e das instituições onde trabalham. Ela oferece graduação e pós-graduação e carreiras nas áreas de tecnologia da informação, engenharia industrial, negócios, humanidades e saúde, para o qual fornece duas alternativas de educação: da sala de aula e on-line.